# Charlie Wayman
Pour les articles homonymes, voir Wayman.
Charles Wayman, dit Charlie Wayman, né le 16 mai 1922 à Chilton (Angleterre) et mort le 26 février 2006, est un footballeur et entraîneur de football anglais.

## Carrière
Wayman porte le maillot du club de Newcastle United dès vingt-trois ans, et ce jusqu'en 1947, au poste d'attaquant. Il rejoint ensuite le Southampton FC pour trois saisons. Il s'engage pour Preston North End de 1950 à 1954 puis va à Middlesbrough avant de terminer sa carrière au Darlington FC, après une blessure au genou. Il entraîne ensuite brièvement l'équipe d'Evenwood Town, club amateur anglais.

## Palmarès
Newcastle United FC
- Meilleur buteur du Championnat d'Angleterre de football D2 (1) :
  - 1947: ? buts.

Southampton FC
- Meilleur buteur du Championnat d'Angleterre de football D2 (1) :
  - 1949: ? buts.

Preston North End FC
- Vice-champion du Championnat d'Angleterre de football (1) :
  - 1953.
- Meilleur buteur du Championnat d'Angleterre de football (1) :
  - 1953: 24 buts.
- Finaliste de la FA Cup (1) :
  - 1954.
- Champion du Championnat d'Angleterre de football D2 (1) :
  - 1951.

## Sources
- (en) Ivan Ponting, « Charlie Wayman », sur independent.co.uk, The Independent (consulté le 11 février 2010)